# Tardion
Tardion, bradion – wspólna nazwa dla cząstek elementarnych o różnej od zera masie spoczynkowej, które mogą poruszać się jedynie z prędkościami mniejszymi od prędkości światła w próżni c. Obydwa terminy nie są powszechnie używane, są one używane najczęściej w kontekście hipotez tachionów, jako ich przeciwieństwo.